# چانگسینگین
| سامانه   | ردیف       | اشکوب       | سن (میلیون سال پیش) |
| -------- | ---------- | ----------- | ------------------- |
| تریاس    | پیشین      | ایندوئن     | → پس از آن          |
| پرمین    | لوپینجین   | چانگسینگین  | ۲۵۲٫۲–۲۵۴٫۱         |
| پرمین    | لوپینجین   | ووچیاپینگین | ۲۵۴٫۱–۲۵۹٫۸         |
| پرمین    | گوادالوپین | کاپیتانین   | ۲۵۹٫۸–۲۶۵٫۱         |
| پرمین    | گوادالوپین | ووردین      | ۲۶۵٫۱–۲۶۸٫۸         |
| پرمین    | گوادالوپین | رودین       | ۲۶۸٫۸–۲۷۲٫۳         |
| پرمین    | سیسورالین  | کونگورین    | ۲۷۲٫۳–۲۸۳٫۵         |
| پرمین    | سیسورالین  | آرتینسکین   | ۲۸۳٫۵–۲۹۰٫۱         |
| پرمین    | سیسورالین  | ساکمارین    | ۲۹۰٫۱–۲۹۵٫۰         |
| پرمین    | سیسورالین  | آسلین       | ۲۹۵٫۰–۲۹۸٫۹         |
| کربونیفر | پنسیلوانین | گژلین       | → پیش از آن         |

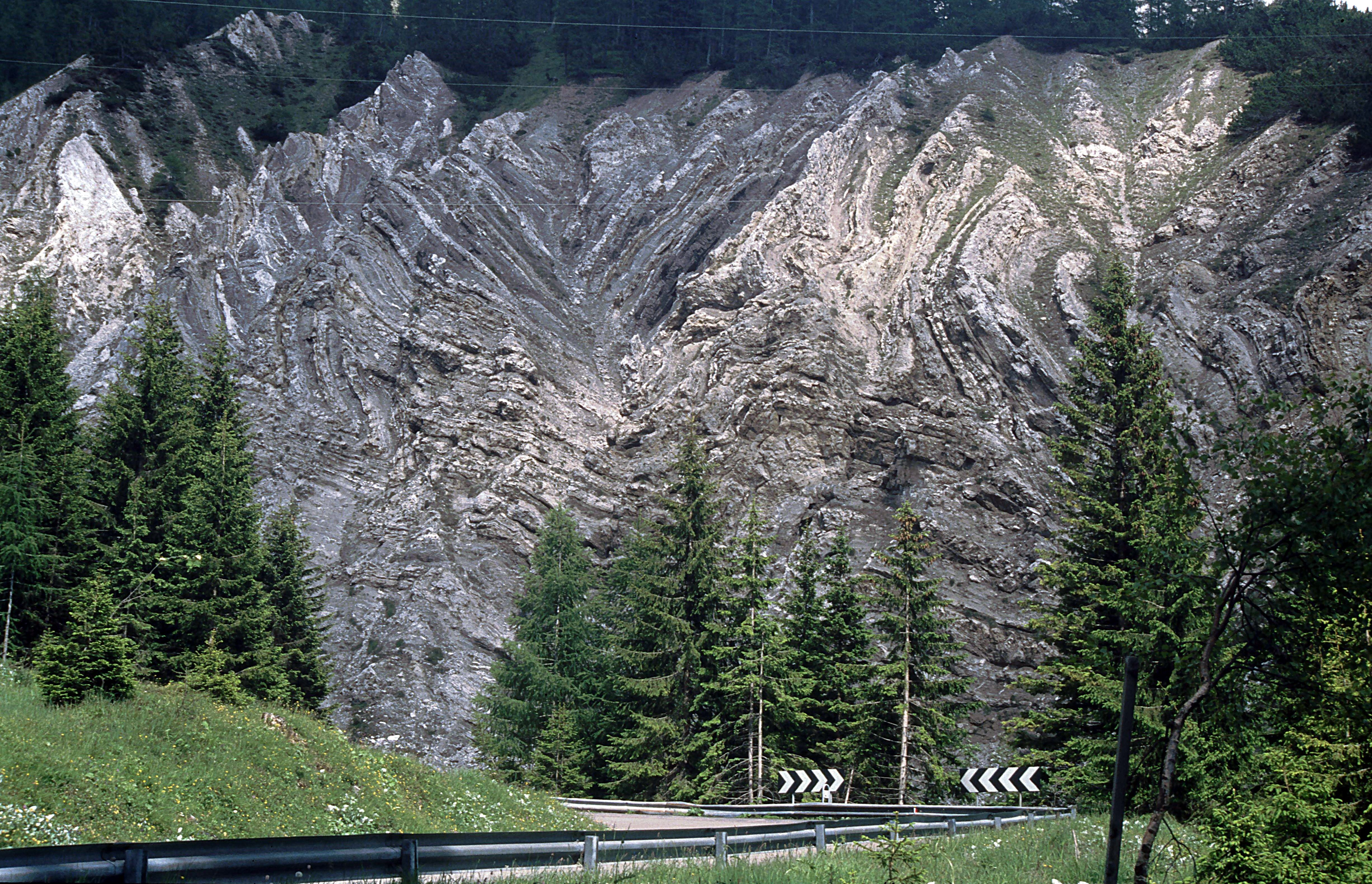
تشکیل چانگسینگین، ایتالیا

چانگسینگین (انگلیسی: Changhsingian) در مقیاس زمانی زمین‌شناسی، اشکوب بالایی یا آخرین عصر از ردیف لوپینگین و دوره پرمین به‌شمار می‌رود. چانگسینگین در ستون چینه‌شناسی پس از اشکوب ووچیاپینگین و پیش از ایندوئن (از دوره تریاس) جای می‌گیرد. اشکوب چانگسینگین از حدود ۰٫۰۷ ± ۲۵۴٫۱۴ میلیون سال پیش آغاز شده و تا ۰٫۰۶ ± ۲۵۲٫۱۷ میلیون سال پیش ادامه یافت.
چانگسینگین با رویداد انقراض پرمین-تریاسه پایان یافت.

## نام‌گذاری
اسم این اشکوب از چانگژینگ در شمال چجیانگ چین گرفته شده است. این نام نخستین بار در سال ۱۹۷۰ به‌کار رفت.